# Hugo Maiocco
Hugo Maiocco (* 5. April 1927; † 9. August 2017) war ein US-amerikanischer Sprinter und Mittelstreckenläufer.
1951 gewann er bei den Panamerikanischen Spielen in Mexiko-Stadt Silber über 400 m, Bronze über 800 m und siegte mit der US-amerikanischen Mannschaft in der 4-mal-400-Meter-Staffel.
1950 und 1951 wurde er US-Hallenmeister über 600 Yards. Seine persönliche Bestzeit über 440 Yards von 47,3 s (entspricht 47,0 s über 400 m) stellte er am 27. Mai 1950 in New York City auf.